# Tratado Apodaca-Canning

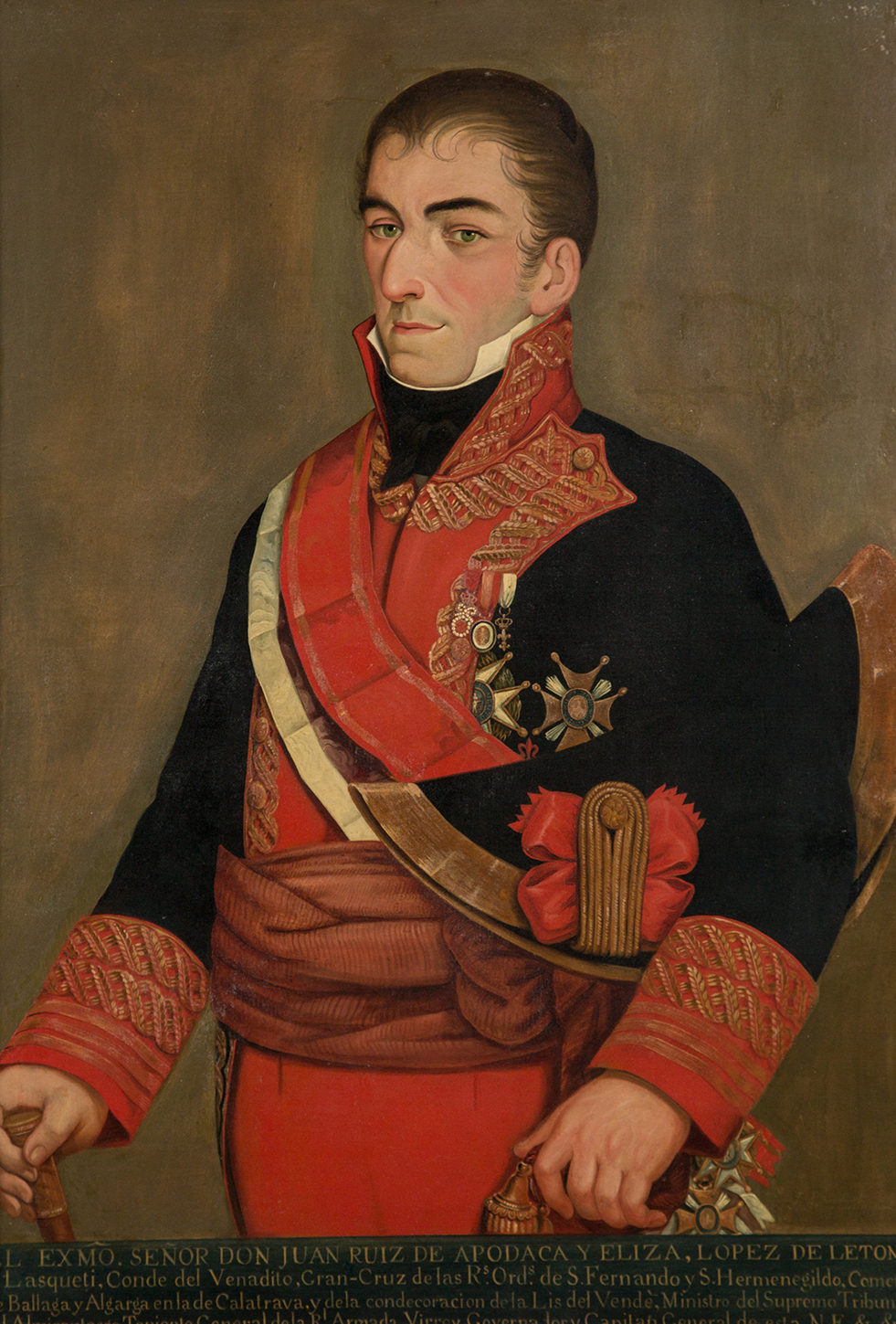
José Ruiz de Apodaca.

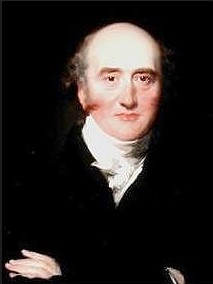
George Canning.

El tratado Apodaca-Canning entre España y el Reino Unido fue firmado por el comandante español Juan José Ruiz de Apodaca y Eliza y el ministro de exteriores británico George Canning el 14 de enero de 1809.

## Historia
El 24 de mayo de 1808 se constituyó la Junta General del Principado de Asturias en Oviedo, con el marqués de Santa Cruz de Marcenado como presidente. El día 25 la Junta declaró la guerra a Napoleón. Esta Junta creó una comisión para solicitar apoyo de Inglaterra, en la que estuvieron Andrés Ángel de la Vega Infanzón y José María Queipo de Llano y Ruiz de Saravia. Salieron en barco desde Gijón el 30 de mayo y el 12 de junio, en Londres, el ministro de Exteriores, George Canning, aseguró su apoyo por escrito. Inglaterra mandó a Asturias al mayor general sir Thomas Dyer, con otros dos oficiales, para ayudar a la resistencia española.
El 27 de mayo de 1808, bajo la presidencia del prestigioso exsecretario de Estado Francisco de Saavedra, se creó la Junta de Sevilla, calificándose a sí misma como «Suprema Junta de Gobierno de España e Indias». El 6 de junio, la Junta, bajo la presidencia de Saavedra, emitió la Declaración de Guerra al Emperador de Francia, Napoleón I. Decidieron enviar al militar Adrián Jácome de Ricardos, adepto al duque de Kent, y al comandante general de la escuadra del Océano, Juan Ruiz de Apodaca, a Londres a buscar la alianza con los ingleses. Estos salieron el 17 de junio del puerto de Cádiz en el navío inglés La Venganza. Al mismo tiempo envió a Cádiz a Eusebio de Herrera y Rojas, Pedro de Creus y Jiménez y Enrique Macdonell para hablar con el almirante Cuthbert Collingwood. También se estudió que Inglaterra ayudase a evacuar a los soldados españoles de la expedición española a Dinamarca, que habían sido enviados allí hace meses para ayudar a Napoleón. En el barco La Venganza iba también Rafael Lobo, al que se le dio la orden de pasar al Báltico para intentar ayudar a las tropas en territorio danés. La comisión llegó a Londres el 14 de julio de 1808, donde también estaban los delegados de Asturias desde hace un mes.
En septiembre de 1808 se formó la Junta Suprema Central y Gubernativa del Reino en Aranjuez. Se componía de representantes de las juntas que se habían formado en las provincias españolas, incluida la Junta de Sevilla. No obstante, la Junta se vio obligada a desplazarse hasta Extremadura. El 16 de diciembre la Junta Central se desplazó a Sevilla.

### El tratado
El 14 de enero de 1809 Apodaca firmó con Canning en Londres un tratado por el cual se establecía la paz entre España y el Reino Unido y su alianza contra Francia.
Este tratado fue ratificado por la Junta Central, con sede en Sevilla, el 15 de febrero y por Jorge III de Inglaterra el 10 de marzo. El 21 de marzo se canjearon en Londres las ratificaciones.
El 21 de marzo de 1809, en Londres, se añadió al tratado que el Reino Unido y España tendrían facilidades comerciales:

No permitiendo las circunstancias actuales el ocuparse en la negociación de un tratado de comercio entre las dos partes con aquel cuidado y reflexión que merece un asunto de tanta importancia; las Altas partes contratantes se convienen mutuamente en tratar esta negociación luego que sea practicable hacerlo; prestándose en el entretanto facilidades mutuas al comercio de los vasallos de ambas potencias por medio de reglamentos provisionales y temporales, fundados en los principios de recíproca utilidad.

El presente artículo tendrá la misma fuerza y validación como si estuviera insertado palabra por palabra en el tratado de paz, amistad y alianza firmado en Londres el día 14 de enero de 1809.
En fe de lo cual los nos infrascritos plenipotenciarios en virtud de nuestros respectivos plenos poderes, hemos firmado el presente artículo añadido, y hemos hecho poner en él los sellos de nuestras armas.
Hecho en Londres el día 21 de marzo de 1809. Juan Ruiz de Apodaca. Jorge Canning

Mediante este tratado el Reino Unido reconoce a su majestad católica Fernando VII y a sus sucesores como legítimos reyes de España y sus Indias.

Artículo 3.° Su Majestad británica ...se compromete á no reconocer ningún otro rey de España y sus Indias, sino á su Majestad católica Fernando VII, sus herederos o los legítimos sucesores que la nación española reconozca

.